# ABA liga 2015./16.
ABA liga za sezonu 2015./16. je petnaesto izdanje Jadranske košarkaške lige u kojoj sudjeluje četrnaest klubova iz šest država. Ligu je drugi put zaredom osvojila Crvena zvezda Telekom iz Beograda.

## Sustav natjecanja
Četrnaest klubova u osnovnom dijelu igra dvokružnu ligu (26 kola). Po završetku ligaškog dijela četiri najbolje momčadi se plasiraju u doigravanje. U poluzavršnici doigravanja napreduje momčad koja prije ostvari dvije pobjede (best-of-three), dok u završnici doigravanja prvak ABA lige postaje momčad koja prije ostvari tri pobjede (best-of-five). 

Ligaški dio sezone je započeo 1. listopada 2015., a završio 7. ožujka 2016. Doigravanje je počelo 14. ožujka 2016.

## Sudionici
- Igokea - Aleksandrovac - Laktaši
- Sutjeska - Nikšić
- Budućnost VOLI - Podgorica
- Zadar - Zadar
- Cedevita - Zagreb
- Cibona - Zagreb
- MZT Skopje Aerodrom - Skoplje
- Union Olimpija -  Ljubljana
- Krka - Novo Mesto
- Tajfun - Šentjur
- Crvena zvezda Telekom - Beograd
- Partizan NIS -  Beograd
- Mega Leks - Beograd - Srijemska Mitrovica  ↓1
- Metalac Farmakom - Valjevo

↑1  Mega Leks domaće utakmice igra u Srijemskoj Mitrovici, dok je klub registriran u Beogradu

## Ljestvica i rezultati

### Ljestvica
| mj  | klub                  | ut | pob | por | koš+ | koš- | bod |             |
| --- | --------------------- | -- | --- | --- | ---- | ---- | --- | ----------- |
| 1.  | Budućnost VOLI        | 26 | 23  | 3   | 2032 | 1774 | 49  | doigravanje |
| 2.  | Crvena zvezda Telekom | 26 | 20  | 6   | 2046 | 1800 | 46  | doigravanje |
| 3.  | Cedevita              | 26 | 19  | 7   | 2024 | 1879 | 43  | doigravanje |
| 4.  | Mega Leks             | 26 | 17  | 9   | 2051 | 1940 | 43  | doigravanje |
| 5.  | Partizan NIS          | 26 | 12  | 14  | 1973 | 1974 | 38  |             |
| 6.  | Zadar                 | 26 | 12  | 14  | 1808 | 1868 | 38  |             |
| 7.  | Union Olimpija        | 26 | 11  | 15  | 1921 | 1955 | 37  |             |
| 8.  | Cibona                | 26 | 11  | 15  | 1887 | 1936 | 37  |             |
| 9.  | Igokea                | 26 | 11  | 15  | 1839 | 1899 | 37  |             |
| 10. | MZT Skopje Aerodrom   | 26 | 10  | 16  | 1869 | 1908 | 36  |             |
| 11. | Metalac Farmakom      | 26 | 10  | 16  | 1837 | 1941 | 36  |             |
| 12. | Krka                  | 26 | 10  | 16  | 1853 | 1924 | 36  |             |
| 13. | Sutjeska              | 26 | 9   | 17  | 1867 | 2011 | 33  |             |
| 14. | Tajfun                | 26 | 7   | 19  | 1790 | 1988 | 33  |             |

### Doigravanje
Poluzavršnica se igra kao best of three serija (pobjednik momčad koja prije ostvari dvije pobjede), a završnica se igra kao best-of-five serija (pobjednik momčad koja prije ostvari tri pobjede). 

     - domaća utakmica za klub1 

     - gostujuća utakmica za klub1

| klub1                 | pob-por       | klub2         | ut.1                                                                            | ut.2                                                                            | ut.3          | ut.4          | ut.5          |
| poluzavršnica         | poluzavršnica | poluzavršnica | poluzavršnica                                                                   | poluzavršnica                                                                   | poluzavršnica | poluzavršnica | poluzavršnica |
| --------------------- | ------------- | ------------- | ------------------------------------------------------------------------------- | ------------------------------------------------------------------------------- | ------------- | ------------- | ------------- |
| Budućnost VOLI        | 0-2           | Mega Leks     | 81:85 Arhivirana inačica izvorne stranice od 17. ožujka 2016. (Wayback Machine) | 75:76 Arhivirana inačica izvorne stranice od 22. ožujka 2016. (Wayback Machine) |               |               |               |
| Crvena zvezda Telekom | 2-0           | Cedevita      | 97:88 Arhivirana inačica izvorne stranice od 17. ožujka 2016. (Wayback Machine) | 73:65 Arhivirana inačica izvorne stranice od 24. ožujka 2016. (Wayback Machine) |               |               |               |
|                       |               |               |                                                                                 |                                                                                 |               |               |               |
| završnica             |               |               |                                                                                 |                                                                                 |               |               |               |
| Crvena zvezda Telekom | 3-0           | Mega Leks     | 95:88                                                                           | 93:74                                                                           | 61:49         |               |               |

## Poveznice
- ULEB Euroliga 2015./16.
- Alpe Adria Cup 2015./16.
- A-1 liga 2015./16.